# Odred
Odred je nestalna (ad-hoc) vojaška enota oz. formacija nedoločljive velikosti.
Odredi so po navadi sestavljeni iz vodov oz. čet z namenom opraviti določeno nalogo. Sposobni so časovno omejenega samostojnega delovanja in so po navadi velikosti okrepljene čete oz. oslabljenega bataljona.